# Caminito

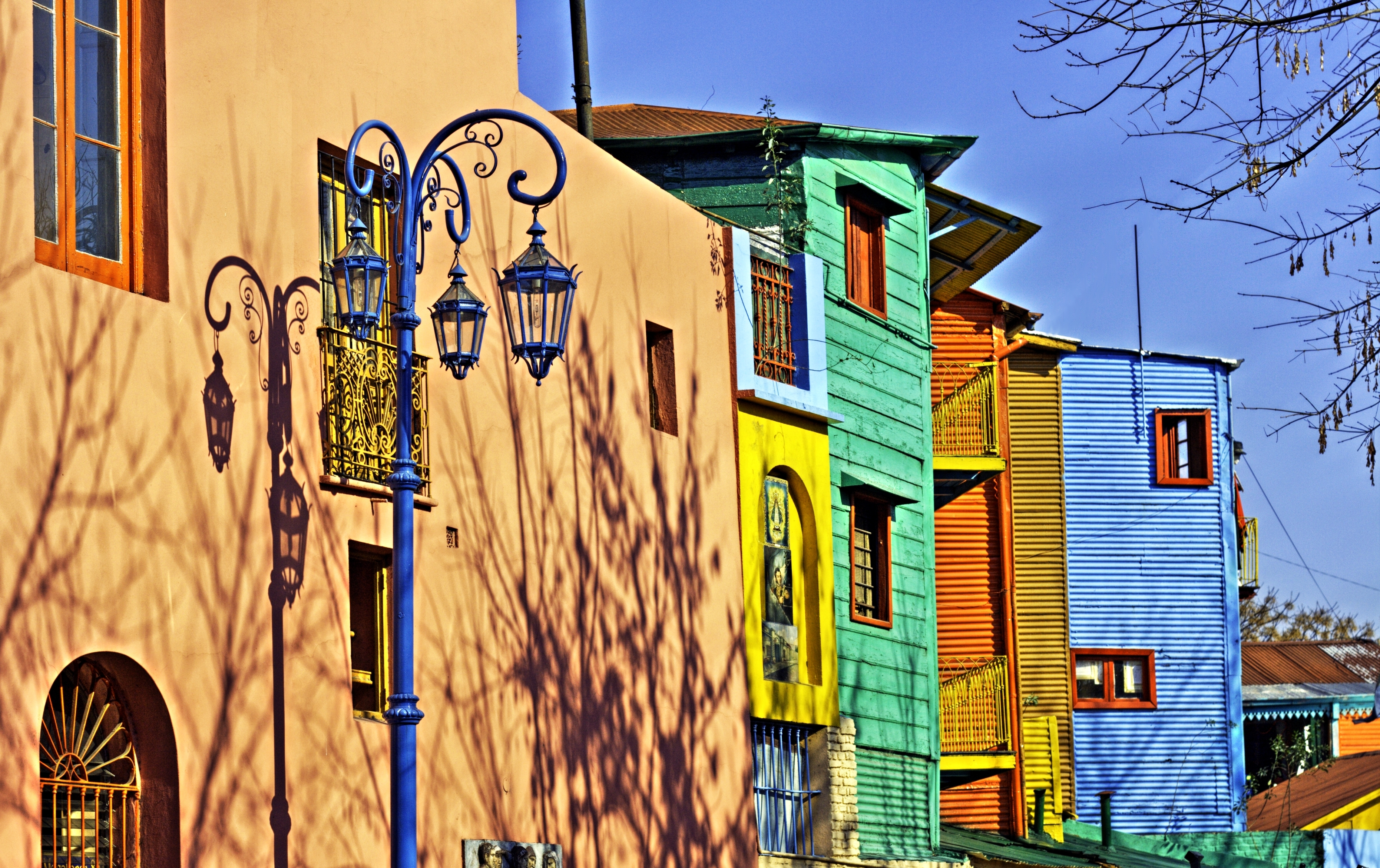
Barwy Caminito

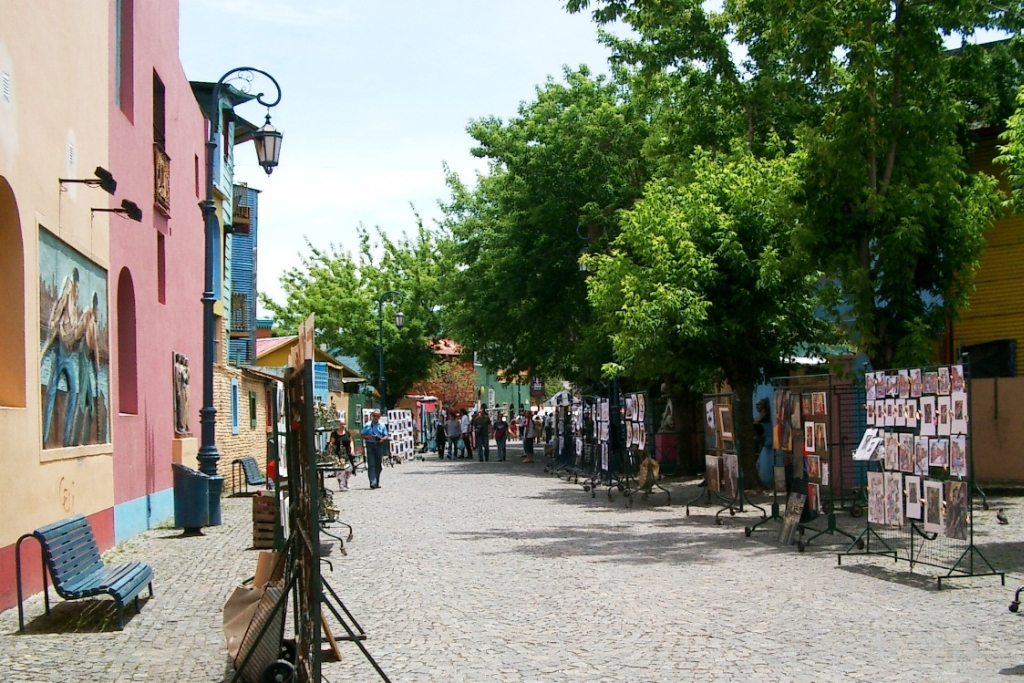
Uliczka Caminito

Caminito – niewielka turystyczna uliczka znajdująca się w La Boca, jednej z dzielnic (barrio) Buenos Aires, stolicy Argentyny. Swój wygląd przypominający uliczki miast europejskich z ubiegłych stuleci zawdzięcza pierwszym mieszkańcom pochodzącym głównie z Genui we Włoszech.

## Nazwa (tango)
Nazwa uliczki nawiązuje do znanego tanga Caminito (1926), do którego muzykę skomponował Juan de Dios Filiberto do słów Gabino Coria Peñaloza. Inspiracją autora tekstu była pewna dróżka w mieście Olta, prowincji La Rioja. Nie jest to jedyna uliczka w Argentynie ochrzczona tą nazwą. W roku 1971 w hołdzie dla autora słów nazwą Caminito nazwaną także inną uliczkę w mieście Chilecito. 

## Położenie

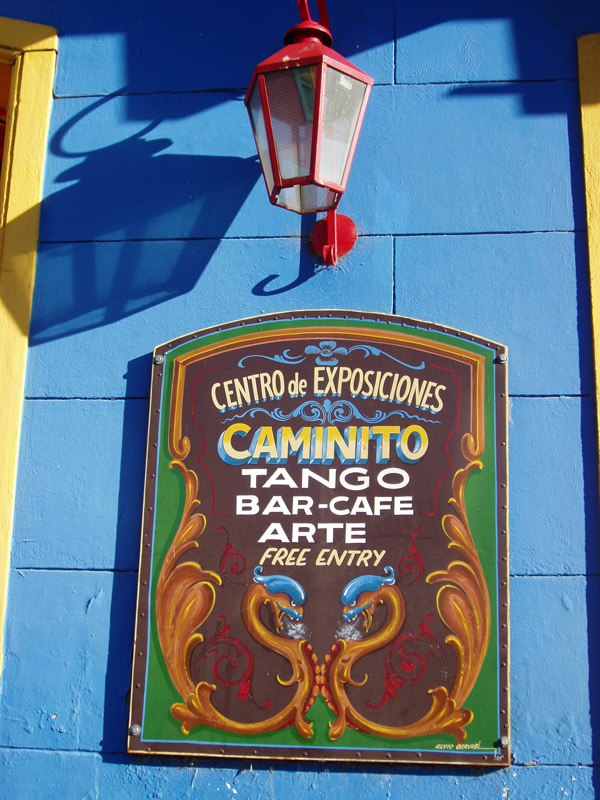
Tabliczka przy wejściu do uliczki

Jest położona w malowniczej dzielnicy La Boca, wychodząc z jednej strony na rzekę Riachuelo, w miejscu zwanym Vuelta de Rocha, ok. 400 metrów od stadionu piłkarskiego La Bombonera, należącego do drużyny Club Atlético Boca Juniors.
Rozciąga się po łuku ze wschodu na zachód na długości 150 metrów, przecinając po przekątnej kwadrat złożony z ulic Araoz de Lamadrid (na północy), Garibaldi (na zachodzie), Magallanes (z południa) i Del Valle Iberlucea (ze wschodu). Jej forma odzwierciedla bieg strumienia i późniejszą trasę kolejki żelaznej. W roku 1959 została ona oficjalnie uznana za ulicę – muzeum ("calle museo"), przeznaczoną tylko do ruchu pieszego, pod nazwą "Caminito".
W dzielnicy La Boca, w tym również w Caminity przeważa typ zabudowy zwany conventillos – są to niewielkie domy złożone z pojedynczych pokoi wynajmowanych przez rodziny lub grupę osób, ze wspólną dla wszystkich mieszkańców kuchnią, jadalnią, łazienka, ubikacją (warunki sanitarne są zazwyczaj fatalne ze względu na zatłoczenie). Cechą charakterystyczną są także galerie z wejściami do mieszkań ciągnące się wzdłuż jednego, lub kilku podwórek. Taki typ zabudowy był charakterystyczny dla Argentyny z początku dwudziestego wieku, która stała się nowym domem dla wielu emigrantów z różnych części Europy.
Dzielnicę zamieszkiwali biedniejsi mieszkańcy Buenos Aires. Domy były budowane często z materiałów pozostałych z budowy statków. Z powodu powodzi były one często budowane na palach. Różne kolory domów to również efekt używania resztek farby ze stoczni. Później malowanie domów na wiele barw stało się wśród mieszkańców tradycją.

## Historia
Historia uliczki jest nierozerwalnie związana z historią całej dzielnicy La Boca. Poniżej najważniejsze fakty z historii:

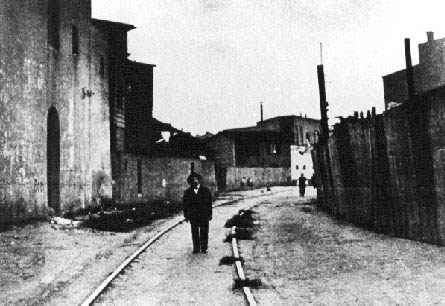
Caminito, 1939

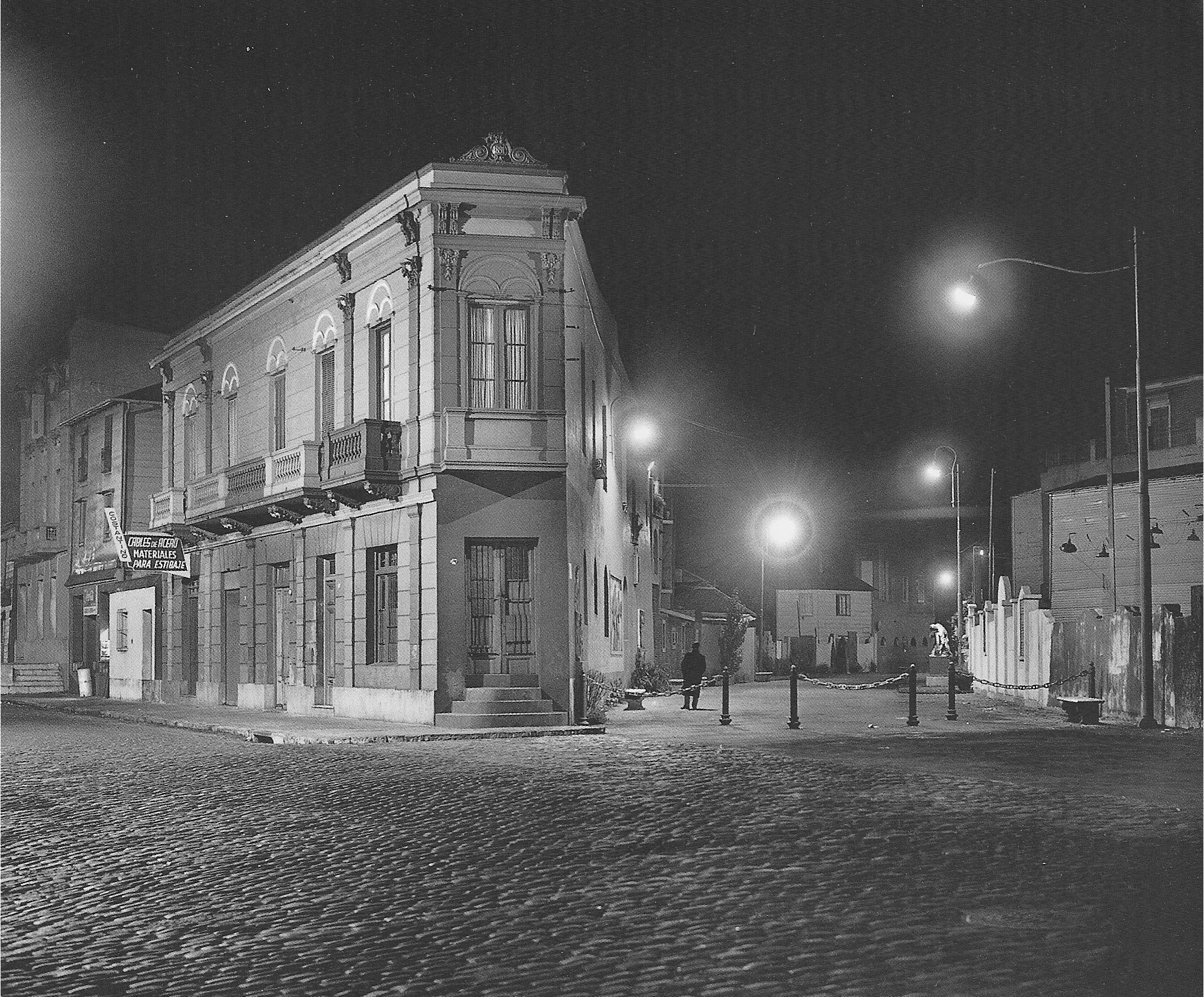
Świeżo odrestaurowana, 1960

- Na początku dziewiętnastego wieku, w miejscu gdzie obecnie znajduje się uliczka, dokładnie w tym samym kierunku, płynął mały strumyczek wpływający do rzeki Riachuelo.

- W późniejszych latach, tego samego wieku, okolice strumienia zostały ochrzczone mianem „Puntin“ – co w gwarze genueńskiej znaczyło po prostu „mosteczek“.

- Krótko po tym, jak wysycha strumień, w roku 1866, w miejscu tym powstaje kolejka żelazna, część pozostałych szyn można zobaczyć do dzisiaj na końcu Caminito wzdłuż ulicy Garibaldi.

- Kolejka zostaje w 1898 roku przejęta przez inną firmę, a w roku 1928 odnoga biegnąca przez dzisiejsze Caminito zamknięta. Teren wokół zaczyna zamieniać się w zaśmieconą, niebezpieczną okolicę (dzielnicę „La Boca“, do której należy uliczka do dziś zamieszkują biedniejsi mieszkańcy miasta i, poza kilkoma turystycznymi miejscami, przyjezdni są raczej zniechęcani do zagłębiania się w zakamarki).

- W roku 1950 grupa okolicznych mieszkańców, wśród nich również argentyński artysta Benito Quinquela Martín (przygarnięty jako sierota i wychowany przez parę włoskich emigrantów pochodzących z Genui) decyduje się odnowić tę uliczkę. Leżące wzdłuż niewielkie drewniane domki malują z użyciem pastelowych kolorów nadając jej obecny wygląd (patrz zdjęcie obok). Dzięki staraniom artysty uzyskuje ona status ulicy-muzeum i na trwałe wpisuje się w turystyczną mapę Argentyny.

## Ulica-muzeum
W roku 1959, dzięki inicjatywie artysty, zarząd miasta ustanawia w tym miejscu ulicę-muzeum, której nazwa ma przypominać uliczkę znaną z tanga "Caminito":
Wzdłuż uliczki rozmieszczone są obecnie dzieła argentyńskich artystów. Rzeźby przestawiają postaci, jakie spotykało się w dziewiętnastowiecznym Buenos Aires (robotników, strażaków, prostytutki, stręczycieli, pijaków).
- "Herrero boquense", Marisa Balmaceda Krause (1913)
- "Esperando la barca" (Czekając na statek), Roberto Juan Capurro (1903–1971)
- "El maestro/ El coro/ El trabajo", Humberto Eduardo Cerantonio (n. 1913)
- "La familia" (Rodzina), Nicasio Fernández Mar (n. 1926)
- "Guardia vieja – Tango" (Stara gwardia – Tango), Israel Hoffmann (1876–1971)
- "Clavel del aire", Luis Perlotti (1890–1969)
- "Las tejedoras", Luis Perlotti (1890–1969)
- "Santos Vega", Luis Perlotti (1890–1969)
- "Regreso de la pesca" (powrót rybaka), Benito Quinquela Martín (1890–1977),
- "Día del Trabajo" (dzień pracy), Benito Quinquela Martín (1890–1977),
- "La canción" (piosenka), Julio Vergottini (1905–1999)
- "La sirga", Julio Vergottini (1905–1999)
- "Elevando anclas", Julio Vergottini (1905–1999)
- "Fragata Sarmiento", Angel Eusebio Ibarra García (1892–1972)
- Popiersie Juana, Dios Filiberto (autora muzyki do tanga "Caminito"), autorstwa Luis Perlotti;
- Popiersie Gabino Coria Peñaloza (autora tekstu do "Caminito"), Euzer Díaz
- "El bombero" (Strażak), Ernesto Scaglia
- "El sembrador espiritual", Antonio Sassone
- "La Raza", José de Luca.
- "La madre" (Matka), Juan B. Leone
- "Joven boquense" (Młody mieszkaniec La Boca), Orlando Stagnaro

Na brukowanej nawierzchni uliczki można zobaczyć pary tańczące tango. Znajduje się tu także wiele sklepików i kramów z upominkami, wyrobami rzemieślniczymi oraz dziełami sztuki, związanymi najczęściej z tym miejscem.

## Galeria

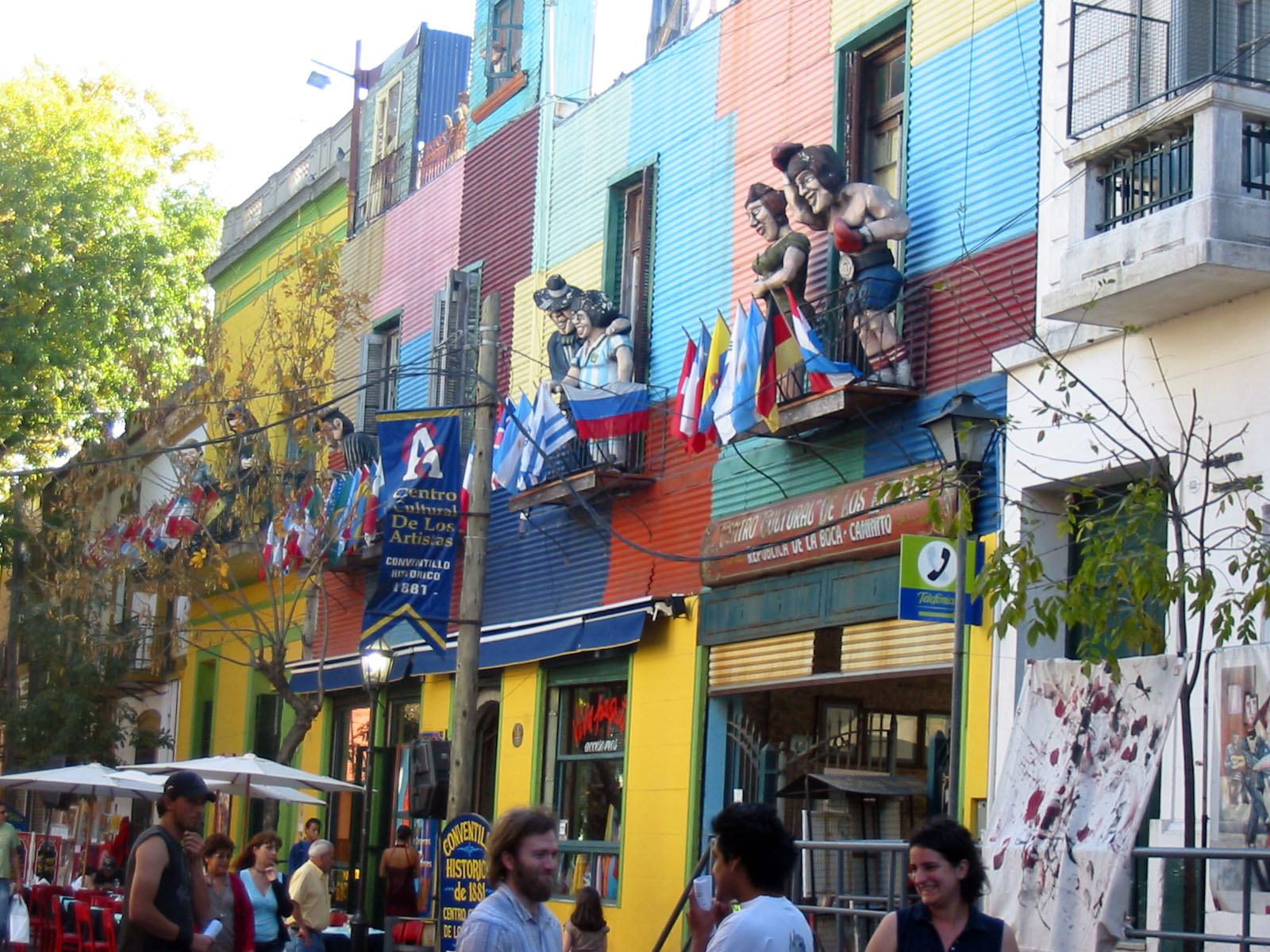
Współczesne caminito
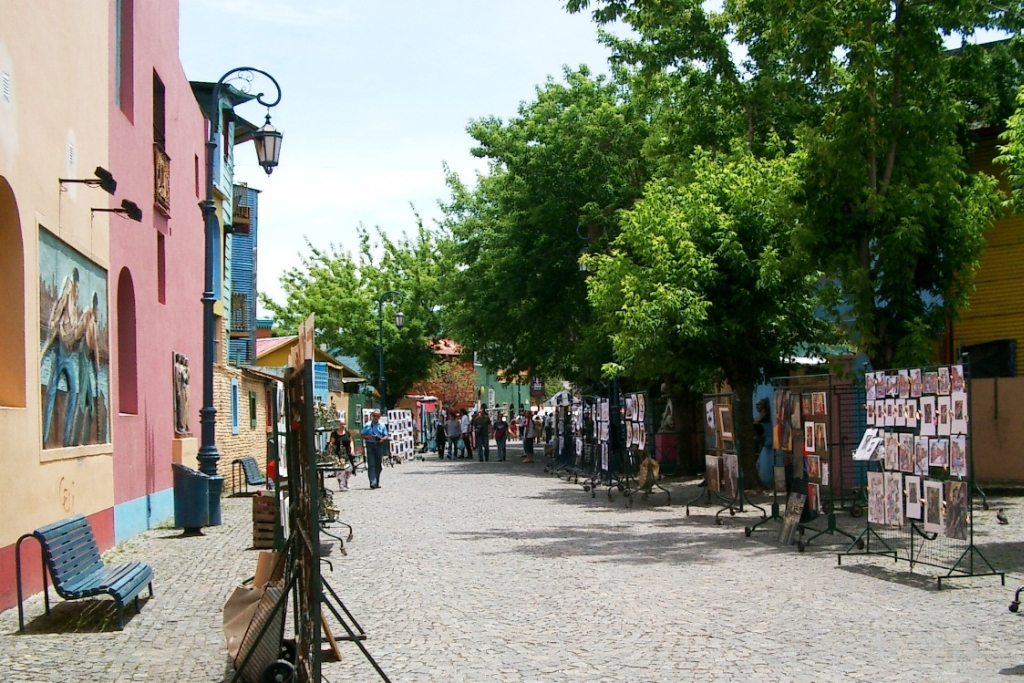
Caminito
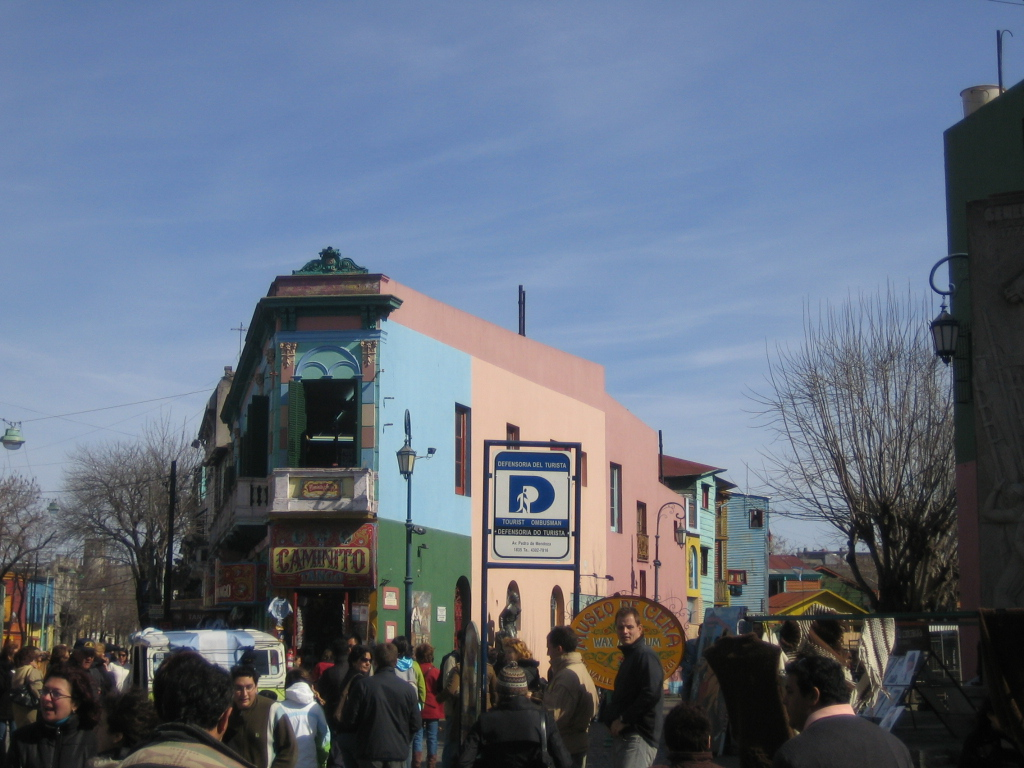
Caminito
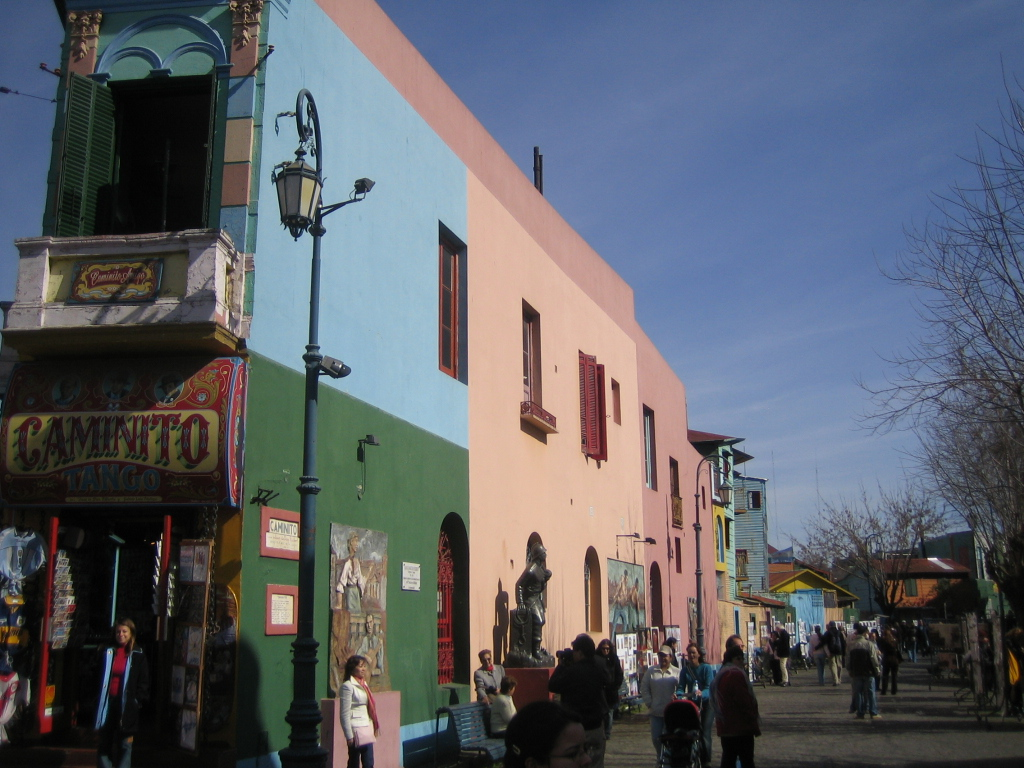
Caminito
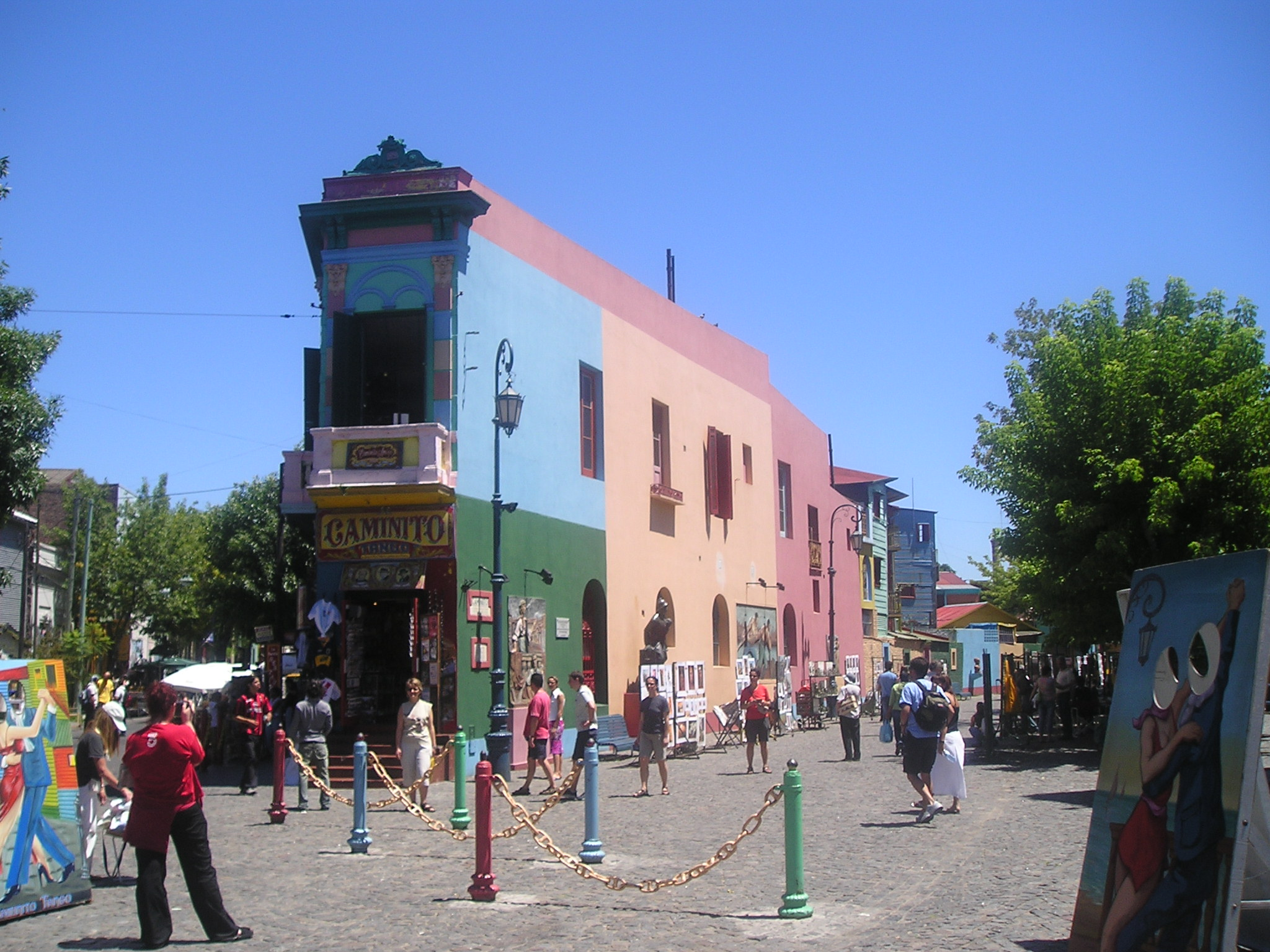
Caminito
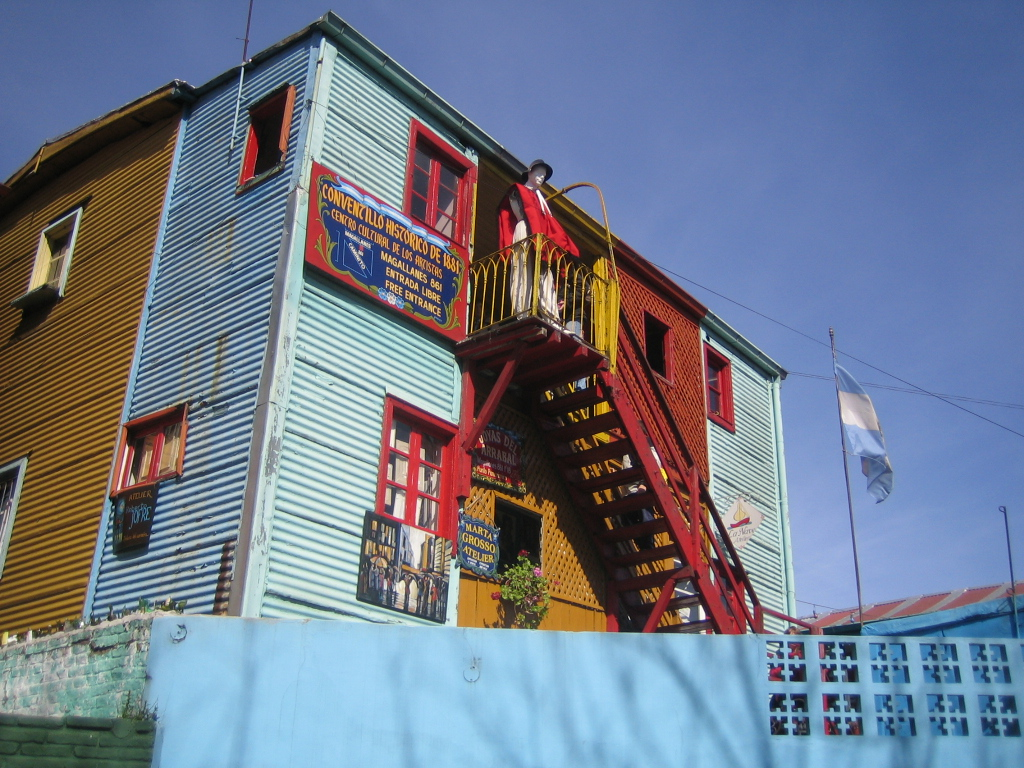
Conventillos
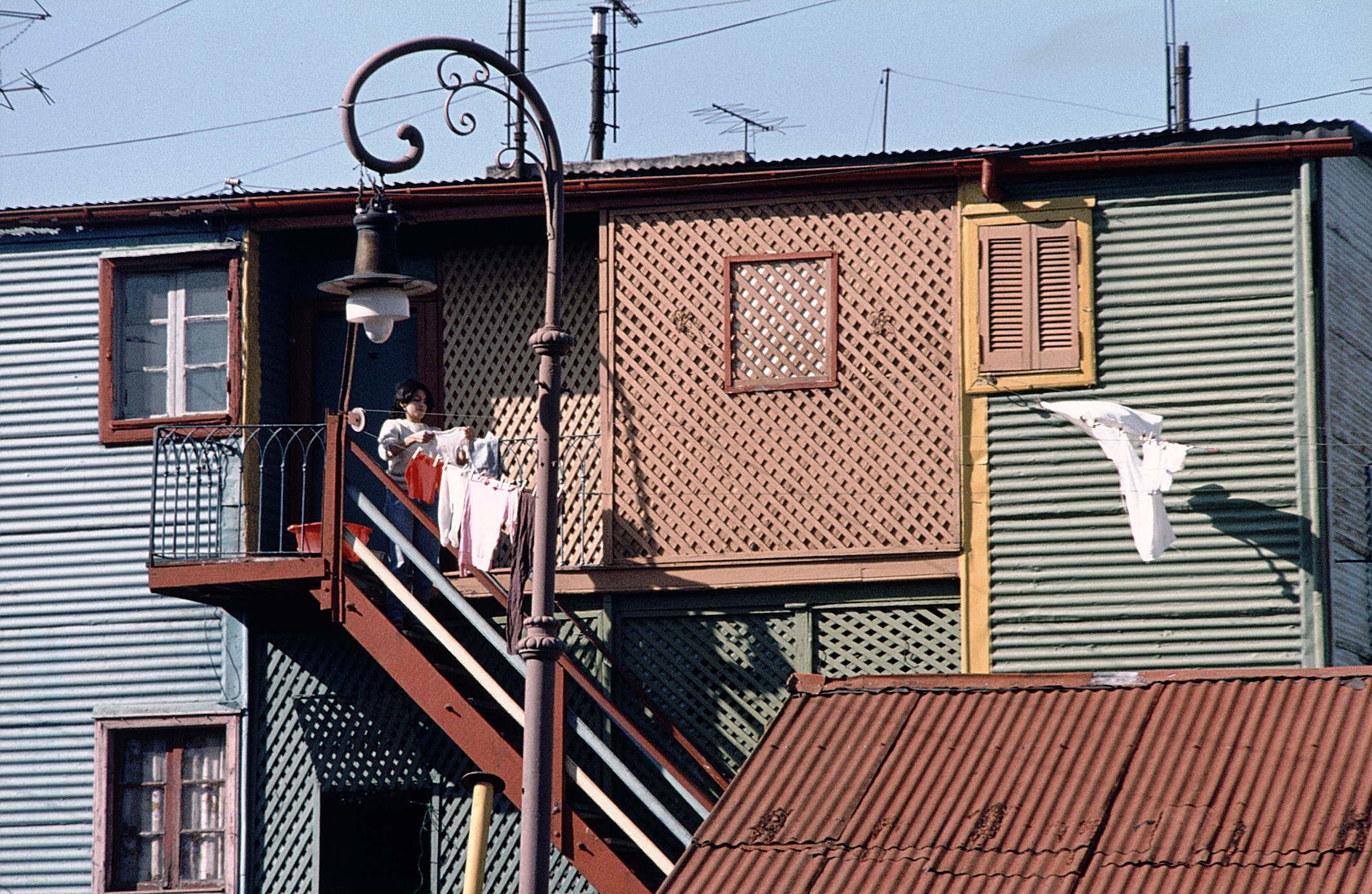
Conventillos
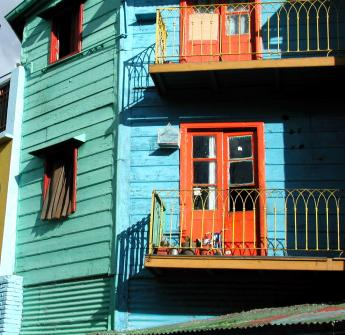
Conventillos na Caminito
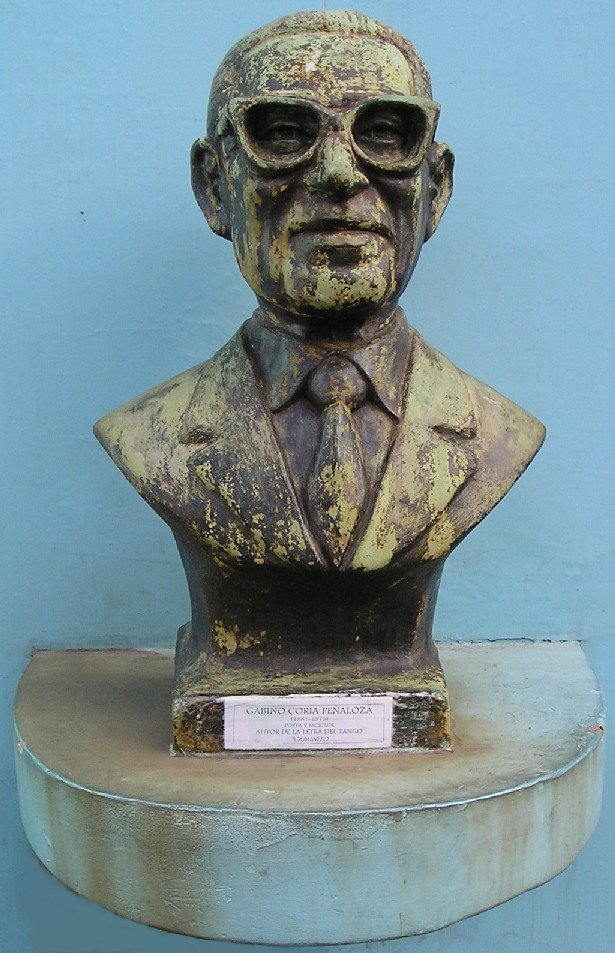
Popiersie Gabino Coria Peñaloza – autora słów do tanga Caminito.
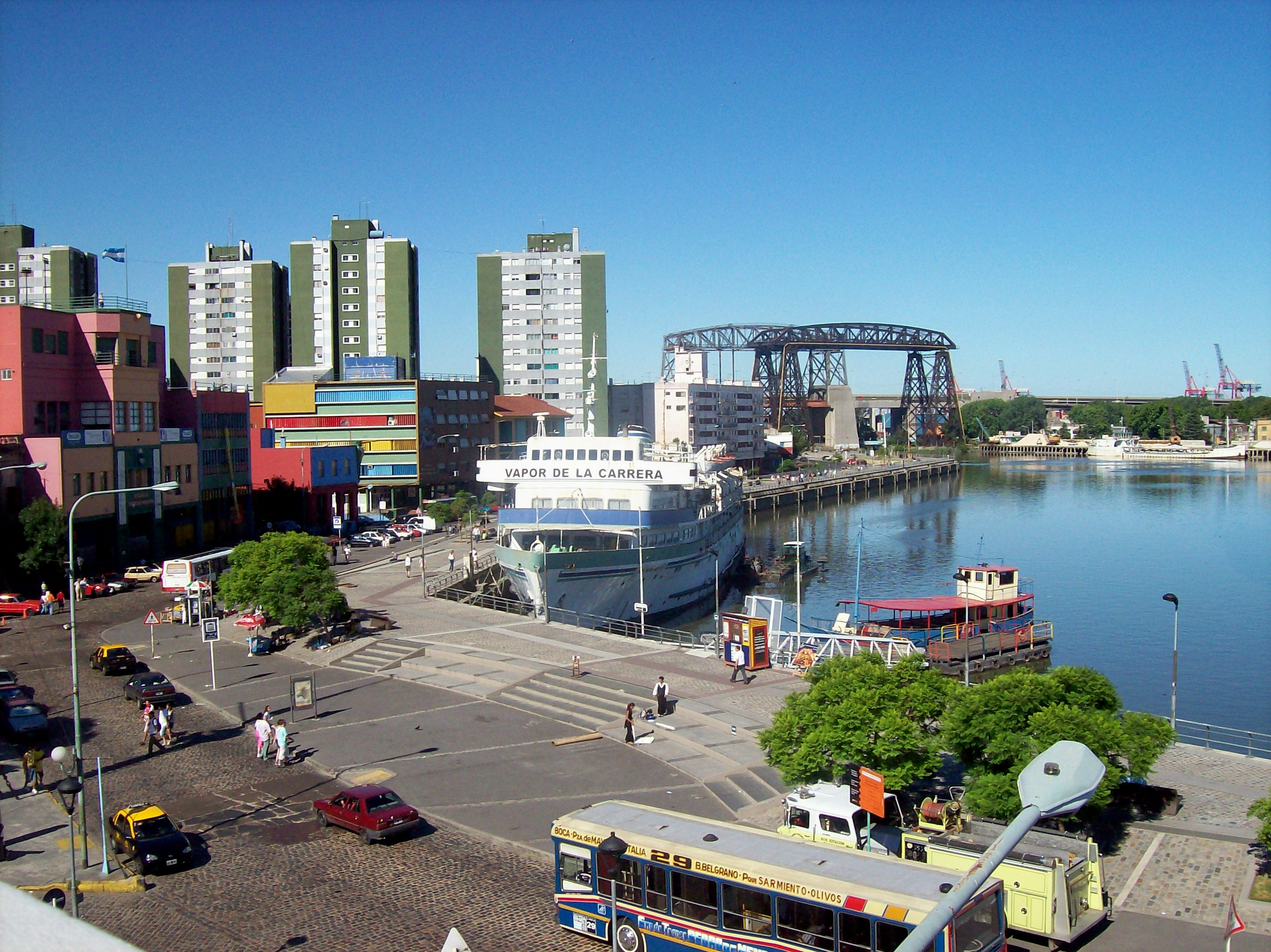
Rzeka Riachuelo